# Cethosia pariana
Cethosia pariana är en fjärilsart som beskrevs av Semper 1888. Cethosia pariana ingår i släktet Cethosia och familjen praktfjärilar. Inga underarter finns listade i Catalogue of Life.